# Уреаплазмоз
Уреаплазмоз — захворювання, що його спричинюють мікроорганізми Ureaplasma urealyticum (уреаплазма уреалітікум), які належать до грам-негативних бактерій, позбавлених клітинної стінки.
В організм людини уреаплазма може потрапити при народженні від хворої матері: мікроорганізми можуть потрапляти в статеві шляхи дитини під час пологів та зберігатися там все життя, перебуваючи в неактивному стані. Так, при обстеженні дітей колонізацію піхви уреаплазмами виявляють у 5 %.
Часто передача відбувається при статевому контакті (приблизно 45 % випадків), однак також поширеними є випадки зараження уреаплазмою побутовим шляхом (близько 40 % випадків). На сьогодні уреаплазмоз не вважається захворюванням, що передається статевим шляхом.
Уреаплазми можуть роками жити в організмі, не спричинюючи жодної симптоматики і не приводячи до захворювання. Безсимптомне носійство уреаплазми є поширеним та виявляється приблизно у 70 % сексуально-активних жінок та чоловіків; уреаплазма переважно є частиною звичайної мікрофлори статевих органів чоловіків та жінок. Захворювання починається, коли концентрація мікроорганізмів перевищує певний поріг.
Світова спільнота не сприймає уреаплазмоз як окреме захворювання, натомість Ureaplasma urealyticum пов'язують з низкою хвороб у людей, у тому числі це неспецифічний уретрит, цистит, безплідність, хоріоамніоніт, мертвонародження, передчасні пологи, і в перинатальний період пневмонія, бронхолегенева дисплазія та менінгіт.
Однак, враховуючи відносно низьку патогенність мікроорганізму його роль у деяких з цих захворювань залишається суперечливим.
1986 року Комітет експертів Всесвітньої організації охорони здоров'я вніс U. urealyticum в класифікацію збудників хвороб, що передаються статевим шляхом. Однак уреаплазмоз не був внесений в Міжнародний класифікатор хвороб 9-го і 10-го переглядів.
U. urealyticum було відзначено як одну з інфекційних причин стерильної піурії.

## Клінічні ознаки уреаплазмоза
Як і при багатьох інших інфекціях, захворювання не має симптомів, специфічних для цього збудника.
Симптоми уреаплазмоза виникають через 3-5 тижнів з моменту зараження. Хворий відзначає печіння або свербіж при сечовипусканні, виділення з сечівника, так само може бути невеликий підйом температури. Іноді неприємні відчуття в області паху і простати. Слід зазначити, що уреаплазмоз проявляється незначними симптомами, які мало турбують хворих, а часто взагалі не проявляється (особливо у жінок).
Симптоми уреаплазмоза у чоловіків
1. мізерні прозорі виділення з уретри;
2. симптоми простатиту (при ураженні передміхурової залози).

Симптоми уреаплазмоза у жінок
1. мізерні прозорі виділення з піхви;
2. помірний біль і печіння при сечовипусканні;
3. біль внизу живота (при запаленні матки та придатків).

## Лікування уреаплазмозу
Для лікування уреаплазмозу препаратами першої лінії є антибіотики-макроліди, можливе також застосування препаратів класу фторхінолонів. Останнім часом уреаплазма нерідко проявляє стійкість до препарату тетрациклінового ряду Доксицикліну, який широко використовували в минулому.
Азитроміцин використовують у 5-денний курс, а не у вигляді разової дози, на відміну від лікування хламідіозу, Стрептоміцин є альтернативою, але менш популярною, оскільки треба робити ін'єкції. Пеніциліни неефективні — U. urealyticum не має клітинної стінки, на яку діють ці препарати.
Лікування уреаплазмозу повинне проводитися виключно лікарем після встановлення точного діагнозу.
Складність лікування уреаплазмозу дуже часто пов'язана з одночасним невиявленим та невилікуваним трихомоніазом, збудник якого значно більший розмірами, захоплює уреаплазми всередину, чим унеможливлює дії на них антибіотиків.